# Im Dienste Ihrer Majestät – Licensed by Royalty
Im Dienste Ihrer Majestät – Licensed by Royalty (Original-Titel L/R -Licensed by Royal-) ist eine japanische Anime-Serie aus dem Jahr 2003. Regie bei der Serie führte Itsurō Kawasaki.

## Handlung
Jack Hofner (stets in weißen Anzug) und Verkleidungsspezialist Rowe Rickenbacker sind Geheimagenten in der Organisation Cloud Seven im (fiktiven) Königreich Ishtar. Wenn die königliche Familie Spezialaufträge zu vergeben hat, sind sie die richtigen Männer dafür, denn sie fürchten keinen noch so riskanten Auftrag oder noch so gefährlichen Gegner, um die Krone zu schützen. Sie sind auch unter dem Codenamen L/R bekannt.
Zu Beginn der Serie sind die ersten Missionen von Rowe Rickenbacker und Jack Hofner verschiedener Natur, zum Beispiel die Unterbindung des Schmuggels von Kunstgegenständen, die Verhinderung eines Anschlages auf eine Konferenz oder das Ausschalten eines gefährlichen Scharfschützen namens Grey F. Stratos. Dieser Scharfschütze ist auf die beiden angesetzt, nachdem sie ihn jedoch vom Unrecht seiner Taten überzeugen können, geht Stratos und verlässt fürs Erste Ishtar. Des Weiteren lernen sie in Episode drei die junge Noelle Adelaide kennen, welche von der (fiktiven) Insel Ivory stammt und sich später als verschollenes Mitglied der Königsfamilie herausstellt.
Ab Mitte der Serie bis kurz vor dem Ende verlagert sich der Fokus auf die Bekämpfung des Terroristen Angel, der an verschiedenen Zielen in Ishtar Bomben explodieren lässt. Später stellt sich heraus, dass Angel eine Gruppe von fünf jungen Männern ist, die von der Ivory stammen. Sie wollten sich dafür rächen, dass ihre Insel von dem Konzern DTI, welche von der königlichen Familie gedeckt werden, gnadenlos ausgebeutet wird. Es wird auch gezeigt, dass Noelle die Männer kannte und sie mit ihnen befreundet war.
Im letzten Teil der Serie geht es um die Aufdeckung der dunklen Machenschaften von DTI. Zu diesem Zweck schleust sich Jack Hofner als Jude McManus verkleidet in DTI ein, nimmt Kontakt zu Noelle auf und klärt sie über den Plan auf. Währenddessen geht Mr. Pennylane, der Vorgesetzte von L/R, scheinbar ein Bündnis mit DTI-Direktor Taylor ein und gibt Rowe den Auftrag, Noelle zu töten. Der Chef von DTI durchschaut jedoch das Spiel und nimmt Des, den Wissenschaftler von Cloud Seven, und Claire Pennylane, Mr. Pennylanes Tochter als Geiseln gefangen. Noelle enthüllt, dass ihr Vater, der wegen des angeblichen Mordes an seinem jüngeren Bruder hingerichtet worden war, in Wirklichkeit die illegalen Machenschaften zwischen der DTI und des gegenwärtigen Regenten durchschaut hat. Weil auch Noelle diese Machenschaften durchschaut hat, wolle die DTI auch Noelle ermorden lassen.
Nachdem Noelle dieses verkündet hat, stürmt Rowe auf die Tribüne zur Prinzessin und erschießt sie scheinbar. Nach der Tat flieht Rowe, sucht und findet den Sohn von Taylor und verkleidet diesen als sich. Taylor verlangt nun von seinen Leuten, den Attentäter zu fangen, was ihnen auch scheinbar gelingt. Als der Chef der DTI dann den Attentäter präsentiert, wird dieser demaskiert, so dass es aussieht, als ob DTI die Tat Cloud Seven anhängen wollte. Währenddessen werden Des und Claire befreit, und der Sohn von Taylor kann fliehen. Taylor flieht ins DTI-Hauptquartier, wo er die beiden auf dem Dach erwartet. Mithilfe des Scharfschützen Ray F. Stratos schaffen sie es, ihn außer Gefecht zu setzen. Am Ende stellt sich heraus, dass Noelle immer noch lebt und das Attentat nur gestellt war und das sie Ishtar verlassen wird, um mehr von der Welt zu sehen. Die Serie endet damit, dass der Sohn von Taylor Rowe von hinten ersticht. Jack stellt ihn, und als letztes ist ein Schuss zu hören, wobei man davon ausgehen kann, dass Jack als erster geschossen hat, da eine rote Patronenhülse zu sehen ist, welche auch beim fingierten Anschlag auf Noelle verwendet wurden.

## Veröffentlichungen
Im japanischen Fernsehen wurde die Serie erstmals vom 8. Januar 2003 bis zum 26. März 2003 auf dem Sender Fuji Television ausgestrahlt. In Deutschland wurden alle 13 Folgen der Serie auf VOX im Rahmen des dctp-Nachtclub in der Nacht vom 12. Oktober zum 13. Oktober 2007 ausgestrahlt.
Auf DVD wurde die Serie 2007 auf drei Volumes bei SPVision veröffentlicht.

## Synchronisation
| Rolle             | Japanischer Sprecher (Seiyū) | Deutscher Sprecher  |
| ----------------- | ---------------------------- | ------------------- |
| Jack Hofner       | Hiroaki Hirata               | Claus-Peter Damitz  |
| Rowe Rickenbacker | Yuji Ueda                    | Dirk Meyer          |
| Noelle Adelaide   | Mikako Takahashi             | Shandra Schadt      |
| Claire Pennylane  | Megumi Toyoguchi             | Veronika Neugebauer |
| Professor Freud   | Ikuo Nishikawa               | Norbert Gastell     |
| Des               | Shinpachi Tsuji              | Michael Habeck      |